# Grodzkie (Nowy Sącz)
Grodzkie – historyczna część miasta Nowy Sącz, położona w centrum miasta, w rejonie ulicy Grodzkiej.

## Historia
Grodzkie było dobrze zagospodarowaną osadą. Jego obszar, leżący w południowej stronie miasta, zakupiły zamożniejsze rodziny niemieckie, które zwały się właścicielami gruntów.